# Ạ̀
Ạ̀ (minuscule : ạ̀), appelé A accent grave point souscrit, est une lettre latine utilisée dans l’écriture du st’at’imcets, et du thompson.
Il s’agit de la lettre A diacritée d’un accent grave et d’un point souscrit.

## Représentations informatiques
Le A accent grave point souscrit peut être représenté avec les caractères Unicode suivants : 
- composé et normalisé NFC (latin étendu additionnel, diacritiques) :

| formes    | représentations | chaînes de caractères | points de code | descriptions                                                      |
| --------- | --------------- | --------------------- | -------------- | ----------------------------------------------------------------- |
| capitale  | Ạ̀               | Ạ◌̀                    | U+1EA0 U+0300  | lettre majuscule latine a point souscrit diacritique accent grave |
| minuscule | ạ̀               | ạ◌̀                    | U+1EA1 U+0300  | lettre minuscule latine a point souscrit diacritique accent grave |

- décomposé et normalisé NFD (latin de base, diacritiques) :

| formes    | représentations | chaînes de caractères | points de code       | descriptions                                                                  |
| --------- | --------------- | --------------------- | -------------------- | ----------------------------------------------------------------------------- |
| capitale  | Ạ̀               | A◌̣◌̀                   | U+0041 U+0323 U+0300 | lettre majuscule latine a diacritique point souscrit diacritique accent grave |
| minuscule | ạ̀               | a◌̣◌̀                   | U+0061 U+0323 U+0300 | lettre minuscule latine a diacritique point souscrit diacritique accent grave |

## Sources
- « How To Type nɬeʔkèpmxcín (Thompson River Salish) », MELTR. <http://www.meltr.org/Resources/Keyboards/ThompsonU.htm>